# Stella Stocker
Pour les articles homonymes, voir Stocker.
Stella prince Stocker (3 avril 1858 - 29 mars 1925) est une compositrice et chef de chœur américaine.

## Biographie
Stella Prince nait à Jacksonville, dans l'Illinois, du Dr David et de Lucy Manning Chandler Prince. Elle est diplômée du Conservatoire de musique de Jacksonville et de l'Université du Michigan en 1880 et poursuit ses études à la Sorbonne à Paris. Elle étudie le piano avec Xaver Scharwenka et le contrepoint et la composition avec Bruno Klein (en) à New York, le piano avec Frau Gliemann à Dresde et le chant avec Giovanni Shiglia. Après avoir terminé ses études, elle travaille comme musicienne, compositrice et conférencière en Europe et aux États-Unis. Elle était considérée comme une experte de la musique et de la culture amérindiennes.
Stocker épouse Samuel Marston Stocker, un médecin de Duluth, en 1885. Le couple s'installe à Duluth, dans le Minnesota, où Stella fonde et dirige la société Duluth Cecilian Chorale.
Elle a eu un fils, Arthur, et une fille, Clara. Stocker meurt à Jacksonville, en Floride. Une collection de ses papiers est conservée à la bibliothèque de l'Université du Minnesota à Duluth.

## Œuvres
Stocker a composé des œuvres instrumentales et chorales ainsi que du théâtre.
- Ganymeade, opéra léger en trois actes (1902)
- Evelyn, a Musical Fairy Tale (1908)
- Sieur du Lhut, pantomime indien (1916)
- Marvels of Manabush, pantomime indien
- Beulah, Queen of Hearts, opérette
- Raoul, opérette
- Nectar Song pour soprano et alto
- Macaroni Song, pour baryton solo
- Song of the Novice[3]